# Último primer día (serie de televisión)
Último primer día es una serie de televisión por internet dramática policial argentina original de Flow. La trama gira en torno a un misterioso crimen sucedido en el marco del festejo del UPD de un grupo de estudiantes. Está protagonizada por Eleonora Wexler, Marc Clotet, Rafael Spregelburd, Ana Celentano, Juana Viale, Minerva Casero, Santiago Achaga, Lautaro Rodríguez, Lion Bagnis y Candela Saitta. Está escrita por Lucas Molteni, Diego Palacio, Sol Levinton, Nacho Viale y Ricardo Morteo. La serie se estrenó el 21 de abril de 2022.

## Sinopsis
La serie está centrada en el crimen de un profesor de biología y la desaparición de un estudiante ocurridos durante el UPD (Último Primer Día) de un grupo de jóvenes que asisten a un exclusivo colegio secundario ubicado en un pueblo turístico de la costa argentina. A partir de esto, la agente Victoria Duval (Eleonora Wexler) iniciará una investigación policial y conducirá los interrogatorios para hallar al culpable. 

## Elenco

### Principal
- Eleonora Wexler como Victoria Duval
- Marc Clotet como Joaquín Vergara
- Rafael Spregelburd como Hugo Fuller
- Ana Celentano como Delfina
- Juana Viale como Zoe Wagner
- Minerva Casero como Dolores «Lola» Iribarne
- Santiago Achaga como Tomás Fuller
- Lautaro Rodríguez como Nahuel Norris
- Lion Bagnis como Agustín Las Heras
- Candela Saitta como Ana Frías

### Secundario
- Diego Benedetto como Gregorio «Goyo» Anaya
- Agustina Benavides como Sofía Duval
- Juan Gil Navarro como Félix
- Natalia Sánchez como Rosario

### Participaciones
- Majo Chicar como Tania
- Alberto de Carabassa como Amigo de Tomás
- Abril Di Yorio como Amiga de Sofía

## Episodios
| N.º | Título                | Dirigido por  | Escrito por                                                              | Fecha de emisión original |
| --- | --------------------- | ------------- | ------------------------------------------------------------------------ | ------------------------- |
| 1   | «Ana»                 | Diego Palacio | Lucas Molteni, Diego Palacio, Sol Levinton, Nacho Viale y Ricardo Morteo | 21 de abril de 2022       |
| 2   | «Nahuel»              | Diego Palacio | Lucas Molteni, Diego Palacio, Sol Levinton, Nacho Viale y Ricardo Morteo | 21 de abril de 2022       |
| 3   | «Dolores»             | Diego Palacio | Lucas Molteni, Diego Palacio, Sol Levinton, Nacho Viale y Ricardo Morteo | 21 de abril de 2022       |
| 4   | «Tomás»               | Diego Palacio | Lucas Molteni, Diego Palacio, Sol Levinton, Nacho Viale y Ricardo Morteo | 21 de abril de 2022       |
| 5   | «Sofía»               | Diego Palacio | Lucas Molteni, Diego Palacio, Sol Levinton, Nacho Viale y Ricardo Morteo | 21 de abril de 2022       |
| 6   | «Frente a frente»     | Diego Palacio | Lucas Molteni, Diego Palacio, Sol Levinton, Nacho Viale y Ricardo Morteo | 21 de abril de 2022       |
| 7   | «Secretos de familia» | Diego Palacio | Lucas Molteni, Diego Palacio, Sol Levinton, Nacho Viale y Ricardo Morteo | 21 de abril de 2022       |
| 8   | «La verdad»           | Diego Palacio | Lucas Molteni, Diego Palacio, Sol Levinton, Nacho Viale y Ricardo Morteo | 21 de abril de 2022       |

## Desarrollo

### Producción
En noviembre del 2021, StoryLab anunció a través de las redes sociales que ya habían comenzado el rodaje de la serie, teniendo a Diego Palacio como el director de los 8 episodios con una duración de 25 minutos. A su vez, se comunicó que la producción estaría a cargo de Nacho Viale y que sería transmitida por Flow en 2022. Entre los autores de la serie se encuentran: Nacho Viale, Diego Palacio, Sol Levinton, Ricardo Morteo y Lucas Molteni.
Con el anuncio del estreno de la serie, se confirmó que la producción, antes conocida como Sin etiquetas, fue renombrada con el título Último primer día.

### Rodaje
La fotografía principal inició a mediados de noviembre del 2021 en Buenos Aires. A finales de diciembre del mismo año, se informó que las grabaciones concluyeron.

### Casting
En noviembre del 2021, se confirmó que  Eleonora Wexler, Minerva Casero, Marc Clotet, Ana Celentano, Lion Bagnis, Candela Saitta, Lautaro Rodríguez y Santiago Achaga encabezaban el elenco principal, mientras que Juana Viale, Juan Gil Navarro, Rafael Spregelburd, Natalia Sánchez y Agustina Benavides estarían en papeles de soporte.

## Premios y nominaciones
| Lista de premios y nominaciones | Lista de premios y nominaciones | Lista de premios y nominaciones                                      | Lista de premios y nominaciones | Lista de premios y nominaciones | Lista de premios y nominaciones |
| Año                             | Organización                    | Categoría                                                            | Nominado/a(s)                   | Resultado                       | Ref(s)                          |
| ------------------------------- | ------------------------------- | -------------------------------------------------------------------- | ------------------------------- | ------------------------------- | ------------------------------- |
| 2022                            | Premios Produ                   | Mejor serie de acción, policial, terror o thriller                   | Último primer día               | Nominado                        | [ 16 ]                          |
| 2022                            | Premios Produ                   | Mejor actor principal - Serie de acción, policial, terror o thriller | Marc Clotet                     | Nominado                        | [ 16 ]                          |
| 2022                            | Premios Produ                   | Mejor actriz de reparto - Serie                                      | Juana Viale                     | Nominada                        | [ 16 ]                          |
| 2022                            | Premios Produ                   | Mejor actriz revelación                                              | Candela Saitta                  | Nominada                        | [ 16 ]                          |
| 2022                            | Premios Cóndor de Plata         | Mejor actriz protagonista en drama                                   | Eleonora Wexler                 | Nominada                        | [ 17 ]                          |